# Nnenna Freelon
Chinyere Nnenna Freelon (Cambridge, 28 juli 1954) is een Amerikaanse jazzzangeres.

## Carrière
Freelon werkte na haar studie aan het Simmons College in Boston in het bestuur van een ziekenhuis in Durham en voedde drie kinderen op. Daarnaast trad ze op als zangeres in een plaatselijke club en ging ze nu en dan op korte tournees. Ze werd in 1990 ontdekt door Ellis Marsalis tijdens een optreden in Atlanta. Vanaf dan maakte ze snel carrière, bracht een eerste album uit en ging al in 1992 op wereldtournee met de Philip Morris Superband.
Ze werkte bovendien met Herbie Hancock, Billy Taylor, Yusef Lateef, Toshiko Akiyoshi, Dianne Reeves, Ray Charles, Al Jarreau en T. S. Monk. In 2001 trad ze samen op met Jon Hendricks en Annie Ross. Ze concerteerde onder andere in de Carnegie Hall, in de Hollywood Bowl, op het Monterey Jazz Festival, het Montreux Jazz Festival en het North Sea Jazz Festival.
Als actrice speelde ze in de in 2000 gedraaide film What Women Want naast Mel Gibson en Helen Hunt, waarin ze ook de song If I Had You vertolkte. Ze is verder de spreekster van de National Association of Partners in Education.

## Onderscheidingen
Freelons albums en song-interpretaties werden tot nu toe (2010) zes keer genomineerd voor een Grammy Award. Ze werd onderscheiden met de Billie Holiday-prijs van de Franse Académie du Jazz en de Amerikaanse Eubie Blake Award.

## Discografie
- 1992: Nnenna Freelon (Columbia Records)
- 1993: Heritage	(Columbia Records), met Kenny Barron, Christian McBride en Lewis Nash
- 1996: Shaking Free (Concord Records)
- 1998: Maiden Voyage (Concord Records)
- 2000: Soulcall (Concord Records)
- 2003: Live at the Kennedy Center, Washington D.C.	(Concord Records)
- 2007: Better than Anything (Concord Records)

- Bibliothèque nationale de France: cb13958305n (data)
- Gemeinsame Normdatei: 134796829
- International Standard Name Identifier: 0000 0000 5517 4658
- Library of Congress Control Number: n98034865
- MusicBrainz: 389048c5-6cc4-4aa9-a7e3-df48ccb28c78
- SNAC: w6v5362t
- Système universitaire de documentation: 080715605
- Virtual International Authority File: 39568505